# Rik Van Slycke
Rik Van Slycke est un ancien coureur cycliste belge, né le 3 février 1963 à Gand. En 1984, il remporte le titre de Champion de Belgique militaire sur route. Il a été professionnel de 1986 à 1999. Il est aujourd'hui directeur sportif de la formation belge Quick-Step Floors.

## Palmarès sur route
- 1984
  -  Champion de Belgique des militaires sur route
- 1987
  - Grand Prix de Hannut
- 1989
  - Nokere Koerse
- 1990
  - Trois villes sœurs
- 1991
  - 2e du Grand Prix du 1er mai
  - 2e de la Gullegem Koerse
- 1992
  - Championnat des Flandres
  - Gullegem Koerse
  - 2e du Grand Prix de la ville de Zottegem
- 1997
  - 2e du Grand Prix du 1er mai
  - 3e de l'Étoile du Brabant

## Résultats sur les grands tours

### Tour de France
5 participations
- 1988 : 137e
- 1989 : 88e
- 1991 : 142e
- 1992 : 124e
- 1993 : abandon (11e étape)

### Tour d'Espagne
1 participation
- 1988 : hors délais (7e étape)

## Palmarès sur piste

### Championnats nationaux
- 1982
  - 2e du championnat de Belgique de l'omnium juniors
  - 3e du championnat de Belgique de l'américaine juniors
- 1983
  -  Champion de Belgique de l'américaine amateurs (avec Bert Costermans)
- 1984
  -  Champion de Belgique de l'américaine amateurs (avec Robert D'Hont)
  -  Champion de Belgique de poursuite par équipes amateurs
  - 2e du championnat de Belgique de course derrière derny amateurs
  - 2e du championnat de Belgique de course aux points amateurs
- 1985
  -  Champion de Belgique de l'américaine amateurs (avec Bert Costermans)
  -  Champion de Belgique de poursuite par équipes amateurs
  - 2e du championnat de Belgique de course aux points amateurs
- 1986
  - 3e du championnat de Belgique de course aux points amateurs
- 1990
  -  Champion de Belgique de l'omnium
- 1992
  - 3e du championnat de Belgique de course aux points
- 1995
  -  Champion de Belgique de course aux points